# Regiunea Dobrogea

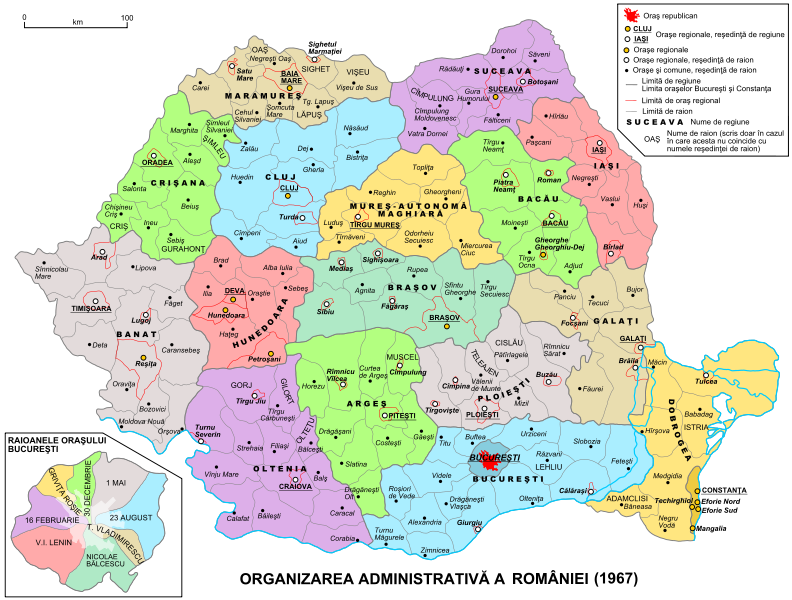
Regiunea Dobrogea în cadrul împărțirii administrative a României (1960-1968)

Regiunea Dobrogea a fost o diviziune administrativ-teritorială situată în zona de sud-est a Republicii Populare Române, înființată în anul 1960 (când a fost desființată regiunea Constanța) și care a existat până în anul 1968, când regiunile au fost desființate. 

## Istoric
Reședința regiunii a fost la Constanța, iar teritoriul său cuprindea o suprafață mai mare decât cea a actualului județ Constanța. În anul 1960, regiunea Constanța (cu excepția raionului Fetești al regiunii Constanța care a fost transferat în regiunea București) a fuzionat cu raioanele sud-estice ale regiunii Galați pentru a forma regiunea Dobrogea, cuprinzând suprafața actualelor județe Constanța și Tulcea. 

## Vecinii regiunii Dobrogea
Regiunea Dobrogea se învecina:
- 1960-1968: la est cu Marea Neagră, la sud cu Republica Populară Bulgară, la vest cu regiunile București și Galați, iar la nord cu RSS Ucraineană.

## Raioanele regiunii Dobrogea
Regiunea Dobrogea a cuprins următoarele raioane: 
- 1960-1968: Adamclisi (Băneasa), Constanța, Fetești, Hârșova, Istria (Babadag), Măcin, Medgidia, Negru Vodă, Tulcea.